# Gastrodia kuroshimensis
Gastrodia kuroshimensis (лат.) — вид многолетних безлистных бесхлорофильных микогетеротрофных растений рода Пузатка из семейства Орхидные. Эндемик нескольких мелких островов Японии.

## Распространение
Япония (префектура Кагосима): острова Куросима (в честь которого дано видовое название), Акусэкидзима, Якусима (из группы островов Рюкю).

## Описание
Высота около 10 см (от 8 до 17). Растение бесхлорофильное микогетеротрофное, не цветет, самоопыление происходит путём клейстогамии. Так как оно не способно к фотосинтезу, то получает энергию от грибов, на которых паразитируют. Обитают в тёмных уголках типовой местности, куда не проникают насекомые-опылители.
Вид был впервые описан в 2016 году японским ботаником Кендзи Сюцугу (Kenji Suetsugu) из университета Кобе.